# التعبرة (الطويلة)

تعديل مصدري - تعديل

التعبرة هي إحدى قرى عزلة بني الذولاني بمديرية الطويلة التابعة لمحافظة المحويت، بلغ تعداد سكانها 338 نسمة حسب تعداد اليمن لعام 2004.